# جورج فلمنج (لاعب كرة قدم أمريكية)
جورج فلمنج (بالإنجليزية: George Fleming)‏ هو لاعب كرة قدم أمريكية أمريكي، ولد في 1938 في دالاس في الولايات المتحدة.